# Palazzo delle Poste (Pisa)
Il Palazzo delle Poste è situato tra piazza Vittorio Emanuele II, 7 - 10 e via B. Croce, 113 a Pisa.

## Storia
Nel 1924 l'amministrazione pisana bandisce il concorso per la costruzione del palazzo delle Poste la cui progettazione viene aggiudicata agli ingegneri Federigo Severini e Giulio Buoncristiani. I lavori, avviati di lì a poco, sono eseguiti dall'impresa Bianchi. L'edificio viene inaugurato il 28 ottobre del 1929: parallelamente viene avviata la nuova sistemazione della piazza (abbattimento delle palme e dei platani e loro sostituzione con pini marittimi, demolizione della grande vasca con la fontana nonché dei chioschi di bibite e di frutta non ritenuti consoni alla nuova realtà urbana) e, sempre nel 1929, è prevista la costruzione di un palazzo del Littorio, attiguo a quello delle Poste, poi sostituito dal palazzo dell'amministrazione provinciale, realizzato anch'esso su progetto del Severini.

## Descrizione
Il palazzo è situato sul fronte meridionale della circolare piazza Vittorio Emanuele, collocata in posizione baricentrica tra il centro storico e le aree di nuova espansione; l'edificio costituisce uno dei due fondali ad esedra (l'altro è definito dal Palazzo della Provincia, assai simile per lessico ed organizzazione dei volumi) che concludono idealmente e visivamente i due assi longitudinali e convergenti di Corso Italia e via D'Azeglio e inquadrano l'ampio rettifilo di viale Gramsci.
Esso occupa un intero isolato (delimitato a nord da via Benedetto Croce, a est da via Gian Battista Queirolo, a sud da viale Bonaini e a ovest dal viale Gramsci) ed è circondato da un tessuto edilizio estremamente eterogeneo per tipologia ed epoca di costruzione.
L'edificio è caratterizzato da un lessico revivalistico, curiosa e libera contaminazione di neoromanico e neogotico, e presenta una pianta ed una volumetria articolate, sviluppate su tre piani fuori terra.
Tale articolazione è tuttavia molto più marcata sul retro che sui fronti principali.

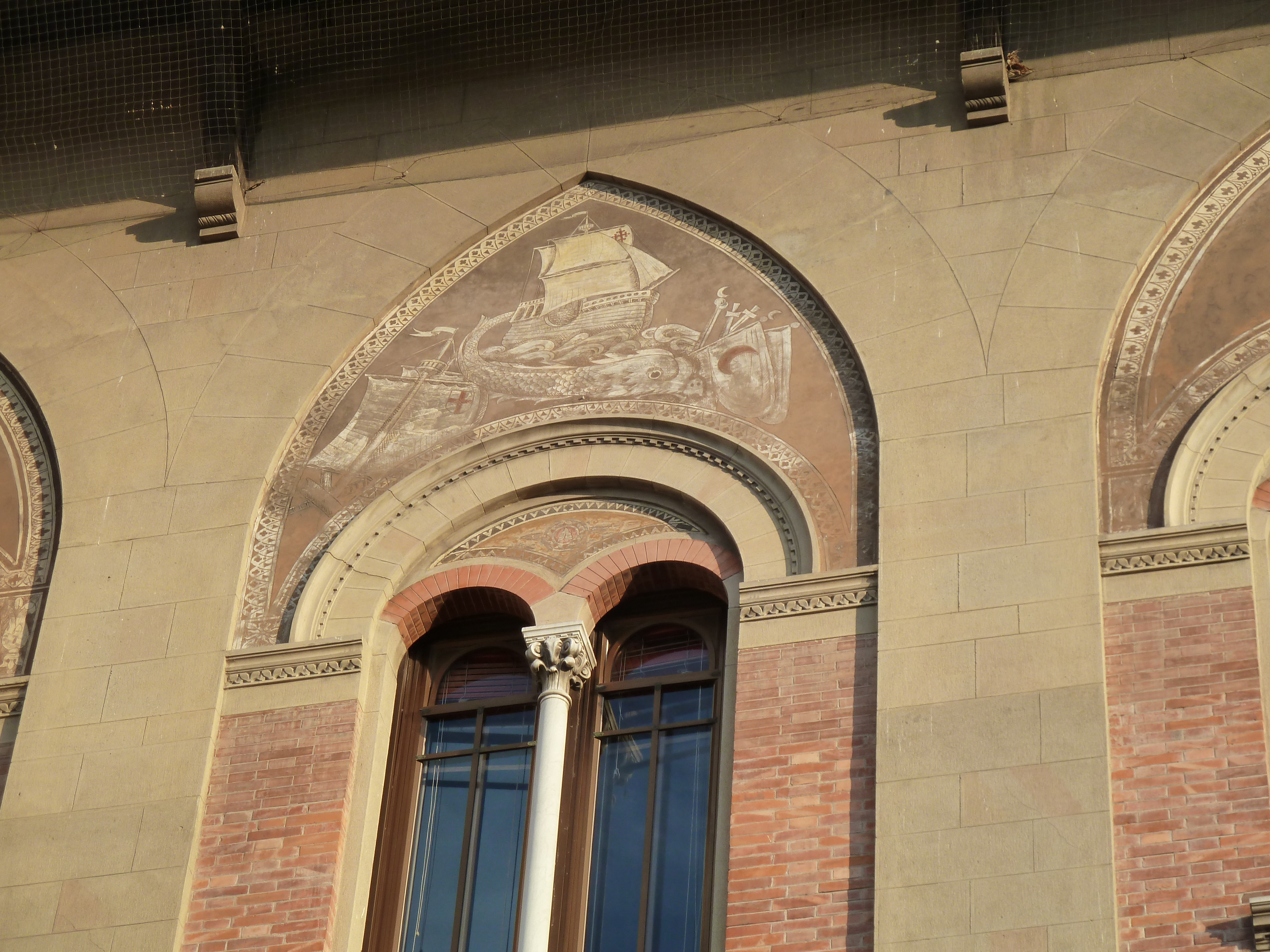
Dettaglio di una finestra a bifora.

Questi infatti, coincidenti con il corpo ad esedra e con i due bracci paralleli agli assi stradali dei viali Croce e Gramsci, sono caratterizzati in tutta la loro lunghezza da un portico scandito da archi a tutto sesto sostenuti da pilastri ottagoni in pietra; in corrispondenza dei due corpi d'angolo, lievemente emergenti in altezza dal resto dell'edificio, i pilastri ottagoni sono sostituiti da setti murari.
Tali fronti sono caratterizzati dalla dicotomia pietra (o intonaco a finta pietra) e laterizio - laddove la prima indica il basamento, le strutture verticali e le porzioni terminali del complesso, e il secondo il paramento murario di tamponamento - e sono scanditi verticalmente da lesene, corrispondenti ai sottostanti pilastri, che si raccordano al terzo livello con un arco a ogiva in corrispondenza dei due corpi angolari, a sesto ribassato nel corpo centrale e nelle due ali laterali; all'interno di tale modulo, il paramento in laterizio ospita, a ogni piano, una bifora con ghiera in pietra.

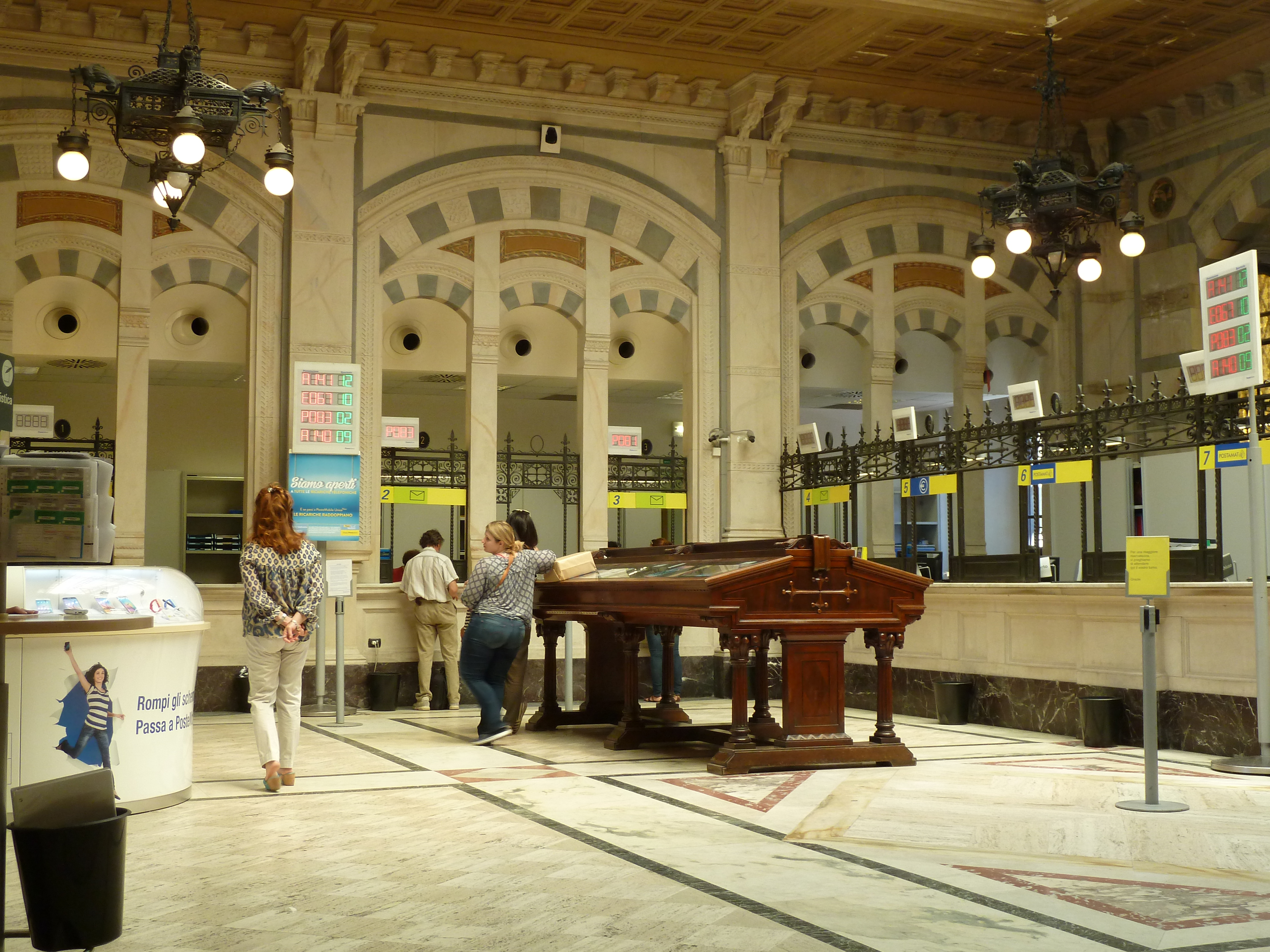
L'interno.

Il centro del fronte a esedra è connotato tramite il paramento lapideo che, per l'ampiezza di tre moduli, corre ininterrotto sino al sottogronda e è caratterizzato al piano nobile dalla presenza di un balcone con balaustra, su cui si affaccia una porta finestra a trifora, e al piano secondo da tre bassorilievi in marmo in corrispondenza delle tre aperture. Su di esso sono inoltre situati, ai due lati delle trifore centrali, altrettanti bassorilievi in pietra. Il retro dell'edificio presenta l'alternanza tra corpi in finta pietra e mattoni scanditi da bifore e monofore e corpi semplicemente intonacati, corrispondenti ai servizi ed alle chiostrine: tale articolazione è ricucita sul fronte stradale dalla presenza di un muretto di recinzione con cancellata in ferro battuto.
Si accede all'interno tramite un accesso principale, posto al centro del fronte a esedra, dal quale un atrio immette nel grande salone degli sportelli. Ai due lati di questo, in posizione baricentrica, sono situate due chiostrine a pianta trapezoidale e i corpi scala: rispettivamente un corpo scale di servizio (a sinistra) e, sul lato opposto, lo scalone principale con adiacente scala di servizio. Altri accessi all'immobile si hanno sui fronti nord e ovest, rispettivamente magazzino e telegrafo, e sul retro, due entrate di servizio ed accesso ai locali tecnici.
L'impianto è caratterizzato a tutti e tre i piani dalla confusa organizzazione degli spazi di distribuzione. Al piano terra sono localizzati i servizi per il pubblico, incentrati attorno al salone coperto da un vasto lucernario; al piano primo gli uffici, le stanze della direzione, gli archivi e il refettorio e al piano secondo il dopolavoro e la zona telex.

## Fortuna critica
Nella stampa dell'epoca (La Nazione dell'ottobre 1929, p.3) l'edificio viene lodato per il carattere storicistico che "costituisce nel suo stile pisano un'opera d'arte che onora la nostra città: nella ideazione del progetto sono infatti stati tenuti presenti alcuni fra i più pregiati esemplari di architettura pisana". Successivamente, decadute le fortune del linguaggio retorico di regime basato su italianità e regionalismi, l'edificio viene sostanzialmente ignorato dalla critica, tanto che non è stato possibile rintracciare alcun giudizio critico su di esso.